# Isosaari (ö i Finland, Lappland, Tunturi-Lappi, lat 68,67, long 21,55)
Isosaari är en ö i Finland.   Den ligger i den ekonomiska regionen  Fjäll-Lappland  och landskapet Lappland, i den norra delen av landet, 1 000 km norr om huvudstaden Helsingfors.